# VW Scirocco
Der VW Scirocco ist ein dreitüriges, 2+2-sitziges Sportcoupé von Volkswagen, das von Frühjahr 1974 bis Spätsommer 1992 in zwei Generationen (beide auf Plattform des VW Golf I) gebaut wurde. Die dritte Generation war seit Sommer 2008 auf dem Markt und wurde mit dem Modelljahr 2017 eingestellt.
Im Oktober 1988 stellte VW den Corrado vor, der den Scirocco der zweiten Generation schon 1986 hätte ablösen sollen. Tatsächlich wurde der Corrado mit der Typbezeichnung 53i von VW jedoch als Technologieträger und hochwertiges Sportcoupé positioniert und bis zum Produktionsende des Scirocco II im September 1992 parallel zu diesem und noch darüber hinaus produziert.
Nach langer Pause kam im August 2008 die dritte Generation des Scirocco auf den Markt. Sie basiert technisch wie auch der VW Golf V und der Golf VI auf der VW-Quermotor-Plattform PQ35.
Die VW-internen Bezeichnungen sind Typ 53 für den Scirocco I, Typ 53B für den Scirocco II und Typ 13 für den Scirocco III.

## Modellgeschichte

### Entstehung
Während er mit der Entwicklung des VW Golf beauftragt war, kam dem Designer Giorgetto Giugiaro die Idee, auf dessen Basis auch ein Sportcoupé entstehen zu lassen. Er trat mit dem Karosseriehersteller Karmann in Kontakt und präsentierte dem VW-Vorstand erste Entwürfe des Coupés als Nachfolgemodell des VW Karmann-Ghia Typ 14. Aus wirtschaftlichen Gründen verweigerte der Vorstand eine finanzielle Beteiligung, sodass Karmann die gesamte Investition zum Bau des Fahrzeuges allein tätigte. Giugiaro entwarf die Karosserie; Ähnlichkeiten mit dem zur gleichen Zeit ebenfalls von Giugiaro entworfenen Alfa Romeo Alfasud Sprint sind deshalb kein Zufall. Sämtliche Modelle des VW Scirocco I und II stellte Karmann in Osnabrück her. Im Einvernehmen mit dem VW-Konzernvorstand erhielt das Fahrzeug die Modellbezeichnung „Scirocco“. Der Name bezeichnet einen heißen Wüstenwind, der von der Sahara in Richtung Mittelmeer weht.

### Modellübersicht
Im Herbst 1971 beschloss die VW-Produktplanung, auf Basis des EA 337 – des ersten Golf – ein preislich attraktives Coupé auf dem Markt zu positionieren, den VW Scirocco I. Unter dem Kürzel EA 398 (EA: Entwicklungsauftrag) erhielt Karmann in Osnabrück den Auftrag zur Entwicklung des späteren VW Scirocco I. Die Karosserieform wurde von Giorgetto Giugiaro entworfen.
Bereits Mitte der 1970er-Jahre wurde mit den Entwürfen für den VW Scirocco II der zweiten Generation begonnen. Auch der neue Scirocco II (VW-interne Bezeichnung Typ 53B) basierte auf dem Golf I. Zwei Grundforderungen waren einzuhalten: strömungsgünstigere Karosserie sowie mehr Platz für Insassen und Gepäck.
Der Scirocco III ist ein 2+2-sitziges Kombicoupé mit Frontantrieb, das erstmals im Frühjahr 2008 auf dem Automobilsalon Genf der Öffentlichkeit vorgestellt wurde, nachdem Volkswagen das Konzeptfahrzeug Iroc erstmals im August 2006 präsentiert hatte. Die VW-interne Bezeichnung des Scirocco III ist „Typ 13“. Er wurde bei der Volkswagen-Tochtergesellschaft VW Autoeuropa – Automóveis Lda. (GmbH) in Quinta do Anjo (Kreis Palmela) in Portugal produziert, wo auch VW Eos, VW Sharan und Seat Alhambra gebaut werden.

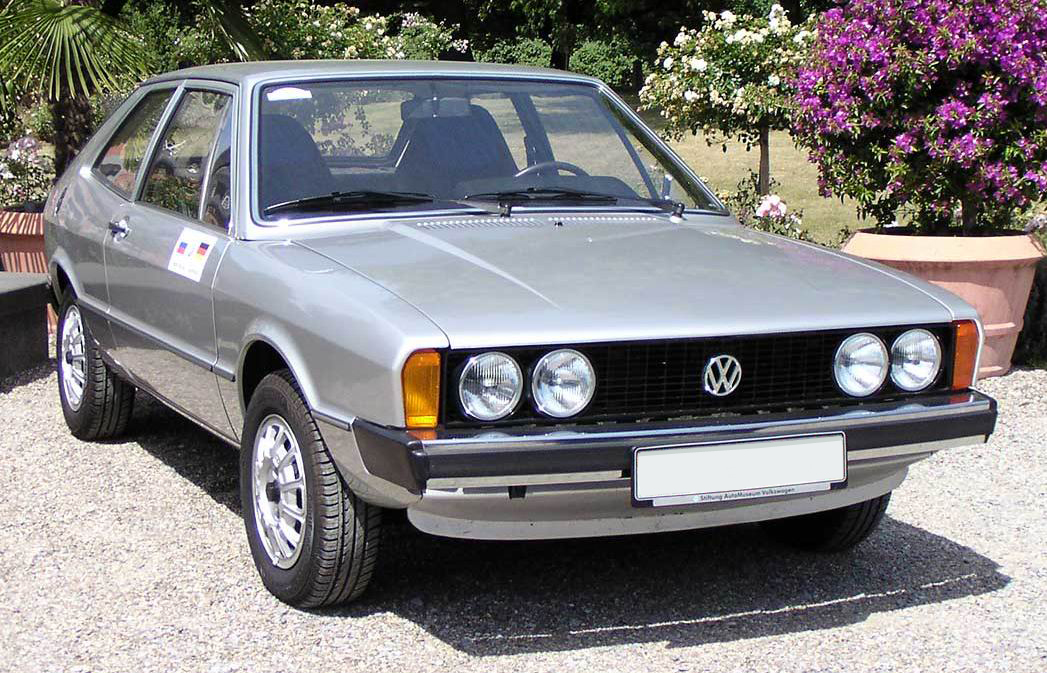
VW Scirocco I (1974–1981)
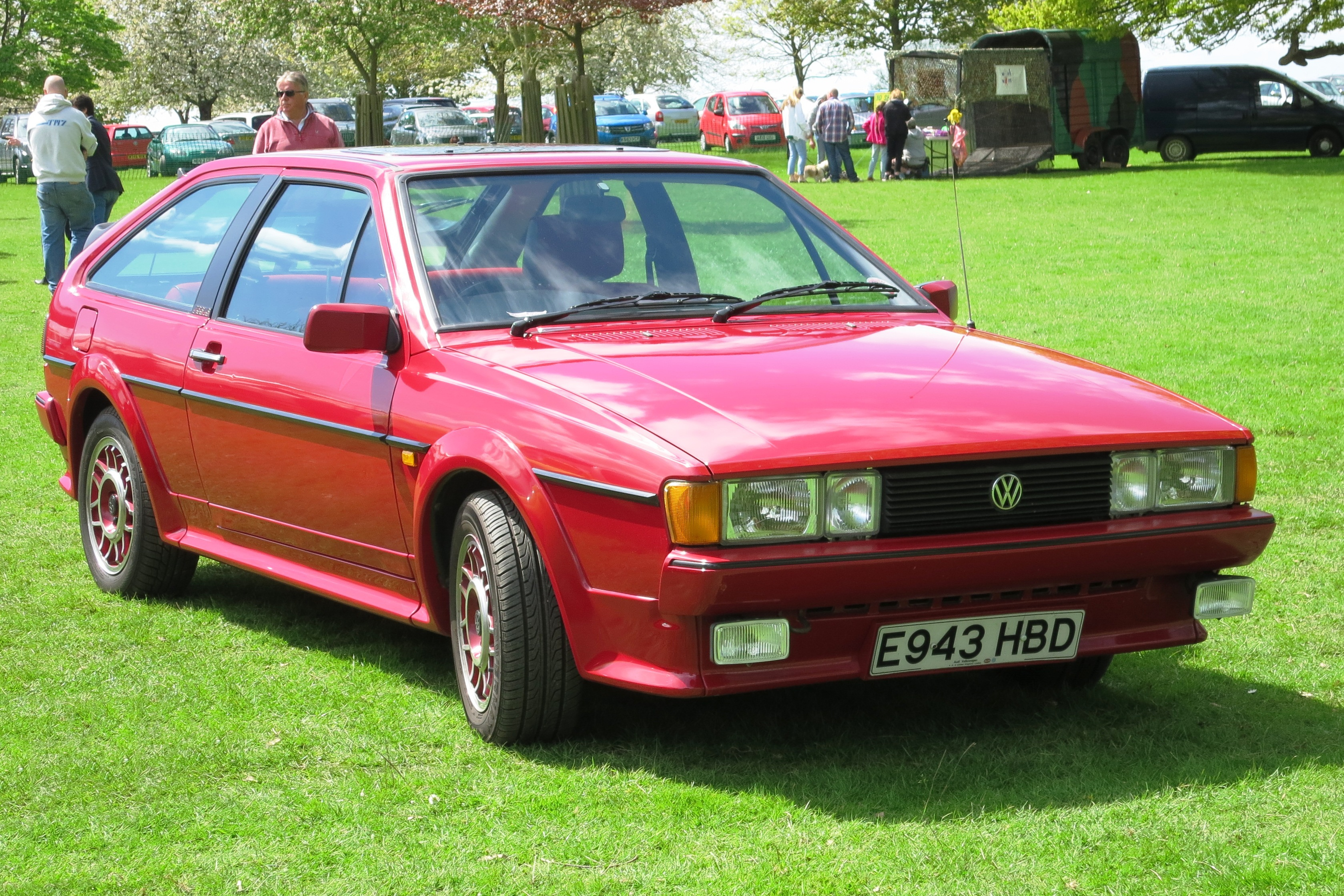
VW Scirocco II (1981–1992)
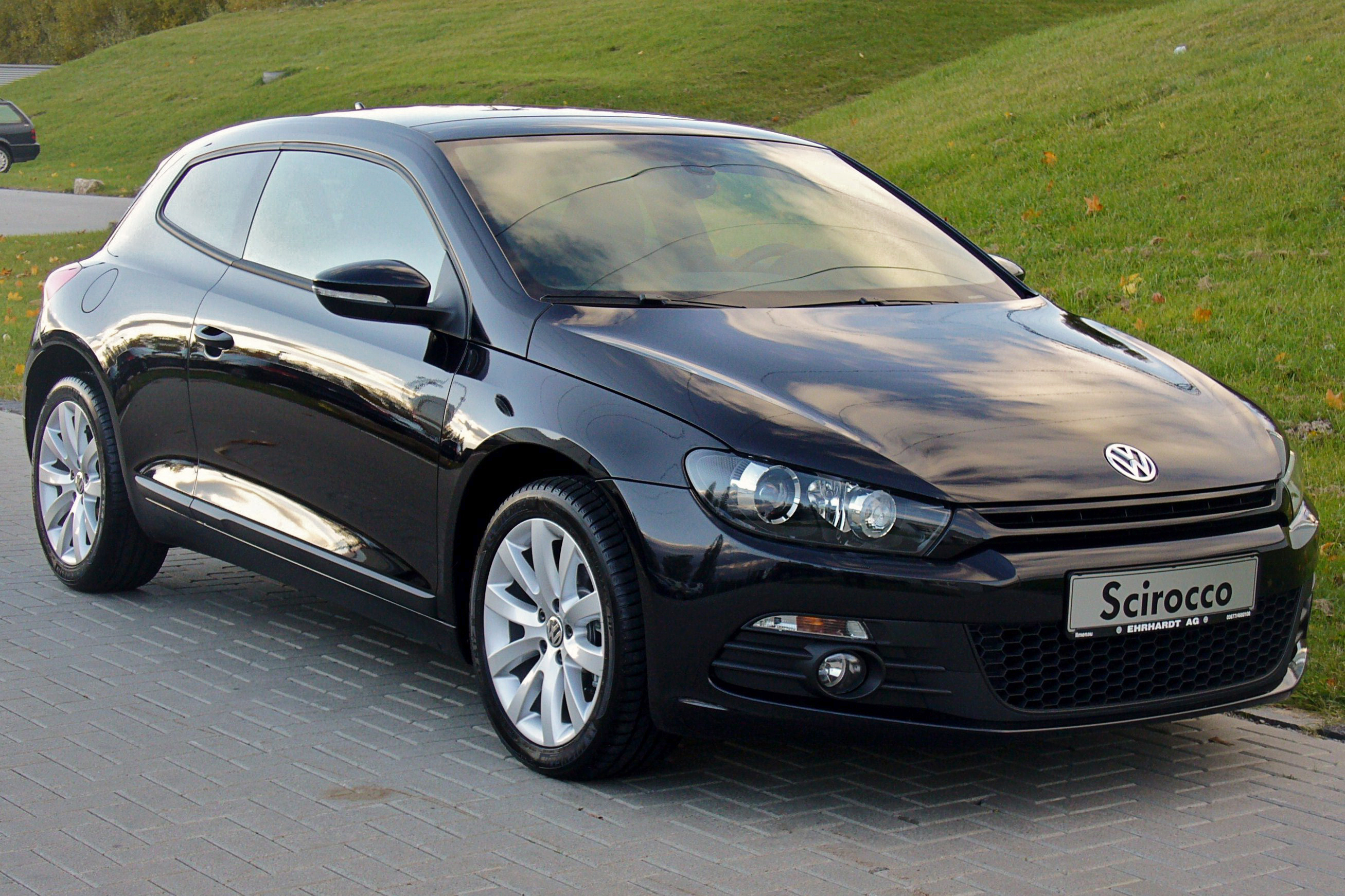
VW Scirocco III (2008–2017)